# Melão-andino

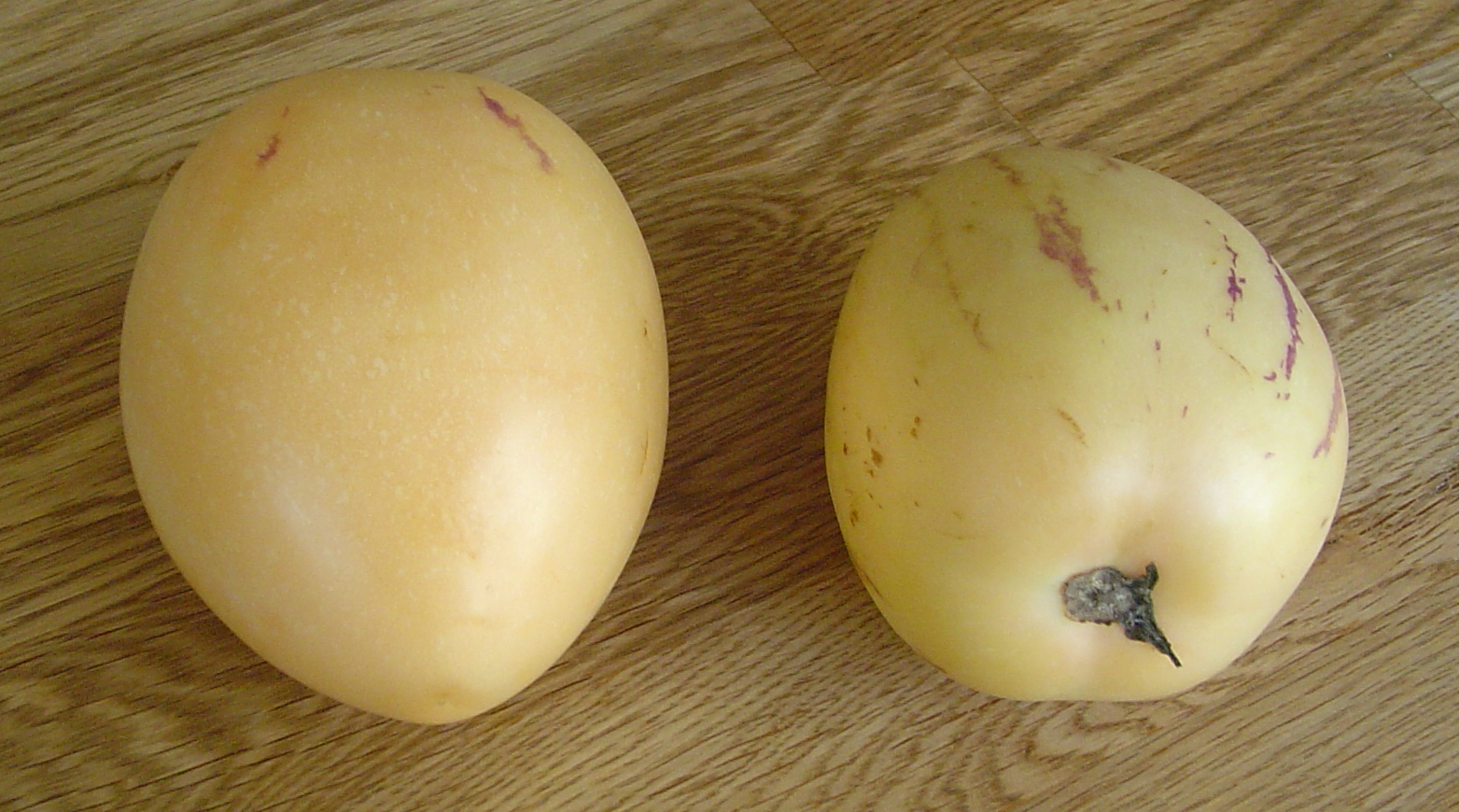
Frutos maduros, mostrando as características estrias arroxeadas.

O melão-andino, da espécie Solanum muricatum Ait., é um arbusto perene originário da região andina da América do Sul, onde é cultivada há milhares de anos. Nas línguas nativas da região de origem o fruto é conhecido por cachum ou xachum (em quechua) e por kachuma (em aimará).
No nome científico Solanum muricatum, a palavra muricatum significa "áspero", aludindo às excrescências ásperas dos galhos.

## Nomes comuns
Dá ainda pelos seguintes nomes comuns:melão-dos-andes, pepino-melão, melão-de-árvore, pera-melão e muricato.

## Características
Apesar de existirem diversas variedades cultivadas da planta, o fruto é uma baga ovalada, semelhante a uma pequena papaia, com  10 a 15 cm de comprimento, de cor amarelo clara a dourado, com estrias de cor púrpura quando madura. Tem sabor adocicado e aroma semelhante ao melão (daí o nome, apesar das plantas não serem aparentadas), muito refrescante dado o seu alto teor em água (92%). O fruto é rico em vitamina C, com um teor médio de 290 mg/kg.
O fruto é geralmente consumido em fresco, embora possa ser utilizado em saladas e para a confecção de sumos e de compotas.
O fruto é frequentemente comercializado nos mercados do Peru e Chile, mas é pouco frequente em outras áreas do mundo por se deteriorar facilmente durante o transporte. Já se cultiva na Colômbia, na Florida, no sul de Espanha,em Portugal, na Suíça e na Nova Zelândia, estando em curso ensaios noutras regiões. É relativamente comum nas ilhas da Macaronésia, especialmente na Madeira e nas Canárias.

## Cultivo
A planta propaga-se essencialmente por estacas pois a semente germina mal e nalgumas variedades as plantas são estéreis, produzindo frutos desprovidos de pevide.
A planta é perene, mas a sua sensibilidade ao frio, parasitas e enfermidades obrigam a replantar a colheita em cada ano. Cresce em áreas costeiras livres de geadas e em regiões abrigadas de clima temperado. Pode ser cultivada em estufa, onde atinge os 2 m de altura e produz colheitas que podem ser 2 a 3 vezes maiores que quando cultivada ao ar livre.

## História
A planta é cultivada há milhares de anos na região andina, como o provam as suas características de adaptação à cultura, nomeadamente a dificuldade de produção de sementes e de germinação, e a sua representação em objectos de cerâmica das culturas pré-colombinas Moche, Chimú e Paracas.
Durante o período colonial, Melchor de Navarra, duque de la Palata, então vice-rei no Peru, proibiu o consumo desta fruta, dando-lhe o nome de mataserrano, nome pelo qual ainda é conhecida em certas regiões do Peru. Naquele período, a cultura foi introduzida no México e na América Central, mas o seu uso foi decrescendo.